# المقاصد العلیة
المقاصد العلیة فی المطالب السنیة عنوان کتابی است از عبدالحسین امینی تبریزی مشهور به علامه امینی.
علامه امینی، نویسنده کتاب الغدیر، از مشهورترین نویسندگان کتابهای دینی شیعیان است که به سبب اهمیت زیاد کتابش الغدیر و شهرت آن در میان مسلمانان، آثار دیگرش کمتر شناخته شده است. برخی از کتابهای او همچنان به صورت دستنویس باقی است و منتشر نشده است.

## بخش‌های کتاب
کتاب المقاصد العلیة، مجموعه چهار گفتار است که در بیان معنی چهار آیه از قرآن مجید نوشته شده است. هر یک از این گفتارها در کتاب، مطلب نامیده شده‌اند. فهرست کلی کتاب چنین است:
مطلب اول: تفسیر آیهٔ «قالوا ربَّـنا أمَـتَّـنَا اثنَتَینِ وَأحیَـیتَـنا اثنَتَین» (غافر: ۱۱).
مطلب دوم: تفسیر آیهٔ «وَللهِ الأسماءُ الحُسنیٰ فَادعوهُ بِها» (أعراف: ۱۸۰).
مطلب سوم: تفسیر آیهٔ «وَإذ أخذ رَبُّـکَ مِن بَنی آدَمَ مِن ظُهورِهِم ذُرّیتهم...» (أعراف:  ۱۷۲).
مطلب چهارم: تفسیر آیهٔ «وَکُنتُم أزواجاً ثلاثة» (واقعه: ۷).
سومین گفتار که درباره عالم ذر نوشته شده است، نزدیک به نیمی از کتاب را در بر دارد.

## انتشار کتاب
این کتاب حدود شصت سال پس از تألیف، برای اولین بار به تصحیح و تحقیق سید محمد طباطبایی یزدی، در اسفند ۱۳۹۱ هجری شمسی از سوی بنیاد محقق طباطبایی در قم منتشر شد.